# Аспирантура. Портал аспирантов
Аспирантура. Портал аспирантов (далее — Портал) — информационно-образовательный портал, предназначенный для аспирантов, докторантов и соискателей учёных степеней кандидата и доктора наук, преподавателей и сотрудников аспирантуры и докторантуры, а также лиц, поступающих в аспирантуру и докторантуру. Тематическая подборка материалов Портала посвящена вопросам обучения в аспирантуре, организационным аспектам соискательства и докторантуры, подготовки и защиты диссертации.
Портал присутствует в реестре информационной системы «Единое окно доступа к образовательным ресурсам» Федерального портала «Российское образование».

## История
Существует с 30 июля 2001 года (дата регистрации на форуме первого участника). Основателем Портала являлась Карина Казак (ник на форуме — lynx), кандидат биологических наук, доцент. Первоначально Портал имел адрес www.aspirantura.f2s.com, адрес www.aspirantura.spb.ru ресурс получил 20 декабря 2001 г..
Ежедневно портал посещает до 5000 пользователей, месячная аудитория сайта достигает 105 000 человек, в качестве источника информации его рекомендуют многие вузы.
Сайт используется посетителями в качестве площадки по обмену опытом, так как содержит материалы и рекомендации по написанию и защите диссертаций, а также предоставляет возможность получить ответы на интересующие вопросы. Наполнение сайта формируется, в том числе, его посетителями. Таким образом, Портал является социальной сетью для аспирантов.

## Разделы сайта
На сайте имеются следующие разделы:
- Руководство для аспирантов, которое содержит практические рекомендации, адресованные аспирантам и молодым учёным гуманитарных и естественнонаучных специальностей, делающим первые шаги на пути к ученой степени кандидата наук. Освещены как официальные, так и неофициальные вопросы, касающиеся всех этапов подготовки и защиты диссертации, организации эксперимента, взаимодействия с научным руководителем и т. д.
- Памятка соискателю ученой степени кандидата наук, в ней представлено детальное и подробное изложение базовых требований, предъявляемых к соискателю ученой степени кандидата наук и к диссертационной работе, описание порядка действий соискателя на каждом этапе процедуры защиты: от получения допуска к предзащите до вручения диплома кандидата наук.
- Файловый архив, в котором находятся образцы документов, необходимых для представления в диссертационный совет и для отправки в ВАК, списков рассылки автореферата, отзывов на автореферат и на диссертацию, различные варианты вопросов и ответов к вступительным и кандидатским экзаменам по истории и философии науки и др. материалы.
- Книги для аспирантов, в этом разделе, помимо издательской аннотации, даны авторские аналитические обзоры пособий по написанию и оформлению диссертации.
- Законодательство для аспирантов, где приведены ссылки на законы, постановления Правительства РФ, министерств и ведомств и другие документы, которые регламентируют деятельность аспирантов, определяют их права или могут иным образом быть полезными тем, кто пишет диссертацию.
- раздел Диссертации, где собраны ссылки на защищенные диссертационные работы, выложенные в свободном доступе в сети Интернет.
- перечни аспирантур Москвы и Санкт-Петербурга, а также других городов России.
- паспорта специальностей научных работников.
- ссылки на другие сетевые ресурсы по тематике проекта, раздел «Юмор», форум.

В разделе «Полезное» и в выпусках рассылки Subscribe.ru «Аспирант и соискатель — FAQ», осуществляемой при поддержке Портала с 2008 года, представлены авторские статьи по тематике, связанной с обучением в аспирантуре и защитой диссертации, используемые другими Интернет-ресурсами.

### Форум
Одним из важнейших разделов сайта является его форум. По данным на апрель 2012 г., на форуме создано более 8000 тем, размещено более 200000 сообщений, зарегистрировано более 15000 участников. В обсуждениях принимают участие и делятся собственным опытом несколько десятков кандидатов и докторов наук по различным научным специальностям. География сообщества охватывает большое число регионов РФ, а также ряд государств ближнего и дальнего зарубежья. Тематика обсуждений:
- последние изменения законодательства для аспирантов;
- особенности защиты в регионах России;
- неформальные практики, способствующие успешному написанию и защите диссертаций;
- премудрости профессии преподавателя высшей школы;
- другие вопросы.

Форум придерживается политики соблюдения законодательства РФ в области авторского права, а также правил и норм научной этики. Не допускаются поиск или предложение услуг по платному написанию диссертаций и «проплаченных защит».
За десять лет своего существования форум обзавелся собственной корпоративной культурой. Как считают постоянные посетители Портала аспирантов, общение на форуме отличается выдержанным стилем, высоким профессионализмом участников, чувством юмора, корректным и доброжелательным отношением к новичкам, решившим посвятить себя научной деятельности.